# Die CubaBoarischen
Die CubaBoarischen sind eine aus Vagen in Oberbayern stammende deutsche Musikgruppe um den Bandleader Hubert Meixner, die Bayerische Volksmusik mit karibischen Klängen verbindet. Die Musik zählt zum Genre der Neuen Volksmusik.

## Bandgeschichte
Im Jahr 2000 kamen Hubert und Andreas Meixner sowie Michael Mayer, Mitglieder der Vagener Dorfmusikanten im Mangfalltal, bei einem Urlaub in Kuba das erste Mal in Kontakt zu einheimischen Musikern der Hausband des Hotels, in dem die drei ihren Urlaub verbrachten. Bei ersten gemeinsamen Musikversuchen stellen die Musiker fest, dass sich traditionelle bayerische Volksmusik sehr gut mit karibischen Klängen und Rhythmen, wie Cha Cha Cha, Samba und Salsa kombinieren lässt.
Seitdem ist der Bekanntheitsgrad der CubaBoarischen im Alpenraum stetig gestiegen. Bei zahlreichen Fernsehauftritten, wie dem Musikantenstadel, Immer wieder sonntags, Ottis Schlachthof, sowie mehreren weiteren Auftritten im Bayerischen Rundfunk wurde die Band im deutschsprachigen Raum bekannt. Die CubaBoarischen bereisen regelmäßig zusammen mit zahlreichen Fans Kuba, um dort gemeinsam mit einheimischen Musikern zu spielen.

## Diskografie

### Alben
- 2007: A Insel so schee wias Edelweiß
- 2009: Bei uns dahoam – in Cuba
- 2010: Is Denn des Ned a Lebn ?!
- 2011: Die Cuba Boarischen
- 2013: Bienvenidos! Cuba Bei Uns Dahoam
- 2016: Servus Cuba!

### Singles
- 04/2013: Rehragout (Montemar Records)
- 04/2016: Schwiegermutter tanz amoi (Sony Music)
- 04/2016: La Locomotora de Tegernsee (Sony Music)

## Filmografie
- 2011: Die CubaBoarischen Live Cirkus Krone (DVD)